# Бранка, Гленн
Гленн Бранка (англ. Glenn Branca; 6 октября 1948, Гаррисберг, Пенсильвания — 13 мая 2018, Нью-Йорк) — американский композитор-авангардист, известный своими экспериментами в жанре шумового гитарного минимализма и сотрудничавший с некоторыми известными музыкантами альтернативного рока, в частности, участниками Sonic Youth, Helmet и Swans.

## Биография
Гленн Бранка начал играть на гитаре в пятнадцатилетнем возрасте, почти сразу же взявшись за создание звуковых арт-коллажей. После двух лет учёбы в Йоркском колледже (англ. York College, 1966—1967) летом 1967 года он основал кавер-бэнд The Crystal Ship, где играли также Эл Уайтсайд (англ. Al Whiteside) и Дэйв Спис (англ. Dave Speece).
В начале 70-х годов Бранка поступил в бостонский Колледж Эмерсон, где изучал драматургию. Прежде чем приступить к своим ставшим впоследствии знаменитым гитарным экспериментам, он некоторое время писал пьесы.
В 1973 году (со своей девушкой Мег Инглиш) Бранка переехал из Бостона в Лондон. Вернувшись домой в 1974 году, он познакомился в Бостоне с Джоном Ребергером (англ. John Rehberger) и год спустя начал звуковые эксперименты — в качестве основателя экспериментальной театральной труппы Bastard Theater, которая обосновалась на бостонской Массачусетс-авеню. Определенный резонанс имела шедшая здесь в течение двух недель постановка под названием «Anthropophagoi». Исполнение главной роли Джоном Кайзером газета The Boston Phoenix отметила как одну из лучших актёрских работ года.
В 1976 году вышла вторая постановка The Bastard Theater, «What Actually Happened» — уже в Сентрал-сквер, в Кембридже (позже она была поставлена труппой The Boston Arts Group). При том, что концерты эти были спорными и временами конфронтационными, они неизменно получали благоприятные отзывы в газетах Phoenix и Boston Globe.
В 1976 году, уже в Нью-Йорке, Бранка стал участником N. Dodo Band, где играл на электроскрипке Джеффри Лон (англ. Jeffrey Lohn). С последним в 1977 году основал no-wave-группу Theoretical Girls. В 1979 году образовалась группа The Static: состав, экспериментировавший в авангардном гитарном минимализме, включал в себя в разное время Терстона Мура и Ли Ранальдо из Sonic Youth, Пэйджа Хамилтона из Helmet, а также нескольких участников Swans. С ним также играла жена, Реджина Блур (англ. Regina Bloor).
В 1977 году Бранка выступал также с Rhys Chatham’s Guitar Trio, экспериментальным нойз-бэндом, который сыграл важную роль в становлении его как композитора.
В начале 80-х годов стали появляться сочинения Гленна Бранки, написанные для гитарных ансамблей: в их числе были «The Ascension» (1981) и «Indeterminate Activity of Resultant Masses» (1981). После этого он начал создавать симфонии для оркестров электрических гитар и ударных, в которых соединились индустриальная какофония, квази-мистицизм и высшая математика. Бранка был увлечен идеей создания «гармонических серий», которые, как он считал, являются базовой структурой не только музыки, но и всего человеческого бытия. Определённое влияние на него оказали идеи Дэйна Рудьяра (англ. Dane Rudhyar), Германа фон Гельмгольца и Гарри Парча (англ. Harry Partch).
Бранка сам конструировал новые инструменты: некоторые из них сочетали в себе качества струнных и перкуссионных. В начале 90-х годов Дэвид Баратье документировал «учебный процесс» Бранки в фильме «They Walked in Line».
Начиная с «Symphony No. 7» Бранка работал уже с традиционным оркестром, не отказываясь при этом от использования электрогитары. Время от времени он исполняет гитарные дуэты с женой Реджиной. Свою 13-ю симфонию он написал для 100 электрических гитар — и исполнил её на фундаменте здания ВТО в июне 2001 года.
В настоящий момент Бранка работает на 14-й симфонией, озаглавленной «The Harmonic Series». Премьера её первой части («2,000,000,000 Light Years From Home») состоялась 13 ноября 2008 года в Сент-Луисе.
В последние годы работы Бранки начали получать признание в академических кругах. Некоторые специалисты, в частности, Кайл Ганн, относят его (наряду с Рисом Четэмом) представителями «тоталистской школы постминимализма».
14 мая 2018 года жена музыканта Рег Блур сообщила на своей странице в Facebook о том, что Бранка скончался. Причиной смерти стал рак гортани.

## Инструменты

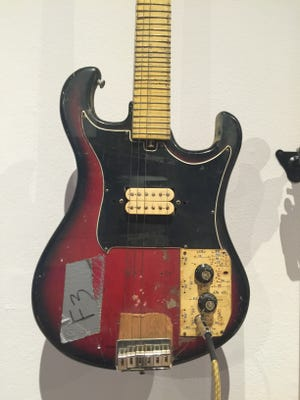
Один из многих музыкальных инструментов (в данном случае — электрогитара), созданных Гленном Бранкой.

Для большего разнообразия своих композиций, основанных на гармонических линиях, Бранка соорудил несколько электрически усиляемых инструментов, тем самым расширив свой ансамбль за рамки гитары. Среди этих инструментов были «3rd bridge» цитры, которые он назвал «гармоническими гитарами». Также он создавал инструменты с внушительным количеством струн, которые он назвал «гитарами с молотками», потому что эти инструменты сочетали в себе перкуссию — на них играли барабанными палочками; и электрический цимбал. Множество этих инструментов можно увидеть на живых выступлениях, записанных на DVD Glenn Branca — Symphonies 8 & 10 — Live at The Kitchen.

## Дискография
- Lesson No.1 for Electric Guitar (99 Records, 1980)
- The Ascension (99 Records, 1981)
- Indeterminate Activity of Resultant Masses, (Atavistic, 1981/2007)
- Bad Smells from Who Are You Staring At? with John Giorno (GPS, 1982)
- Chicago 82 — A Dip in the Lake (Crepuscule, 1983)
- Symphony No.3 (Gloria) (Atavistic, 1983)
- Symphony No.1 (Tonal Plexus) (ROIR, 1983)
- The Belly of an Architect (Crepuscule, 1987)
- Symphony No.6 (Devil Choirs at the Gates of Heaven) (Atavistic, 1989)
- Symphony No.2 (The Peak of the Sacred) (Atavistic, 1992)
- The World Upside Down (Crepuscule, 1992)
- The Mysteries (Symphonies Nos.8 & 10) (Atavistic, 1994)
- Les Honneurs Du Pied from Century XXI USA 2-Electric/Acoustic (various) (New Tone, 1994)
- Symphony No.9 (l’eve future) (Point, 1995)
- Faspeedelaybop from Just Another Asshole (various) (Atavistic, 1995)
- Songs ’77—’79 (Atavistic, 1996)
- Symphony No.5 (Describing Planes of an Expanding Hypersphere) (Atavistic, 1999)
- Empty Blue (In Between, 2000)
- Movement Within from Renegade Heaven by Bang on a Can (Cantaloupe, 2000)